# Представительный орган местного самоуправления
Представительный орган муниципального образования (дума, совет депутатов) — выборный орган местного самоуправления, обладающий правом представлять интересы населения и принимать от его имени решения, действующие на территории муниципального образования. Именно через него каждый гражданин Российской Федерации может реализовать своё конституционное право на осуществление власти на уровне местного самоуправления.

## Порядок формирования
Представительный орган является обязательным органом в структуре органов местного самоуправления любого муниципального образования (сельское поселение, городское поселение, муниципальный район, городской округ, городской округ с внутригородским делением, внутригородской район).
Представительный орган муниципального образования обладает правами юридического лица.
Порядок его формирования устанавливается Уставом муниципального образования и зависит от его вида.
Представительный орган поселения состоит из депутатов, избираемых на муниципальных выборах.
Представительный орган муниципального района:
1) может состоять из глав поселений, входящих в состав муниципального района, и из депутатов представительных органов указанных поселений, избираемых представительными органами поселений из своего состава в соответствии с равной независимо от численности населения поселения нормой представительства, определяемой в порядке, установленном Федеральным законом;
2) может избираться на муниципальных выборах на основе всеобщего равного и прямого избирательного права при тайном голосовании. При этом число депутатов, избираемых от одного поселения, не может превышать две пятые от установленной численности представительного органа муниципального района.
Как правило, представительный орган поселения состоит из депутатов, избираемых на муниципальных выборах.
Численность депутатов представительного органа поселения, в том числе городского округа, определяется уставом муниципального образования и не может быть менее:
7 человек — при численности населения менее 1000 человек;
10 человек — при численности населения от 1000 до 10 000 человек;
15 человек — при численности населения от 10 000 до 30 000 человек;
20 человек — при численности населения от 30 000 до 100 000 человек;
25 человек — при численности населения от 100 000 до 500 000 человек;
35 человек — при численности населения свыше 500 000 человек.
Численность депутатов представительного органа муниципального района определяется уставом муниципального района и не может быть менее 15 человек.
Численность депутатов представительного органа внутригородской территории города федерального значения определяется уставом муниципального образования и не может быть менее 10 человек.

## Исключительная компетенция
В исключительной компетенции представительного органа муниципального образования находятся:
1. принятие устава муниципального образования и внесение в него изменений и дополнений;
2. утверждение местного бюджета и отчета о его исполнении;
3. установление, изменение и отмена местных налогов и сборов в соответствии с законодательством Российской Федерации о налогах и сборах;
4. принятие планов и программ развития муниципального образования, утверждение отчетов об их исполнении;
5. определение порядка управления и распоряжения имуществом, находящимся в муниципальной собственности;
6. определение порядка принятия решений о создании, реорганизации и ликвидации муниципальных предприятий и учреждений, а также об установлении тарифов на услуги муниципальных предприятий и учреждений;
7. определение порядка участия муниципального образования в организациях межмуниципального сотрудничества;
8. определение порядка материально-технического и организационного обеспечения деятельности органов местного самоуправления;
9. контроль за исполнением органами местного самоуправления и должностными лицами местного самоуправления полномочий по решению вопросов местного значения;
10. принятие решения об удалении главы муниципального образования в отставку.

## Финансирование деятельности
Расходы на обеспечение деятельности представительного органа муниципального образования предусматриваются в местном бюджете отдельной строкой в соответствии с классификацией расходов бюджетов Российской Федерации.
Управление и (или) распоряжение представительным органом муниципального образования или отдельными депутатами (группами депутатов) в какой бы то ни было форме средствами местного бюджета в процессе его исполнения не допускаются, за исключением средств местного бюджета, направляемых на обеспечение деятельности представительного органа муниципального образования и депутатов.

## Досрочное прекращение полномочий
Полномочия представительного органа муниципального образования независимо от порядка его формирования могут быть прекращены досрочно в случае его роспуска в порядке и по основаниям, которые предусмотрены статьей 73 Федерального закона.
Полномочия представительного органа муниципального образования могут быть также прекращены:
1) в случае принятия указанным органом решения о самороспуске. При этом решение о самороспуске принимается в порядке, определённом уставом муниципального образования;
2) в случае вступления в силу решения соответственно верховного суда республики, края, области, города федерального значения, автономной области, автономного округа о неправомочности данного состава депутатов представительного органа муниципального образования, в том числе в связи со сложением депутатами своих полномочий;
3) в случае преобразования муниципального образования, осуществляемого в соответствии с частями 3, 4 — 7 статьи 13 Федерального закона, а также в случае упразднения муниципального образования;
4) в случае утраты поселением статуса муниципального образования в связи с его объединением с городским округом;
5) в случае увеличения численности избирателей муниципального образования более чем на 25 процентов, произошедшего вследствие изменения границ муниципального образования или объединения поселения с городским округом.
Досрочное прекращение полномочий представительного органа муниципального образования влечет досрочное прекращение полномочий его депутатов.
В случае досрочного прекращения полномочий представительного органа муниципального образования, состоящего из депутатов, избранных населением непосредственно, досрочные выборы в указанный представительный орган проводятся в сроки, установленные федеральным законом.
В случае досрочного прекращения полномочий представительного органа муниципального района, сформированного в соответствии с пунктом 1 части 4 настоящей статьи, представительные органы соответствующих поселений обязаны в течение одного месяца избрать в состав представительного органа муниципального района других депутатов.

## Правовые акты и литература
- Федеральный закон «Об общих принципах организации местного самоуправления в Российской Федерации» (официальная публикация) Архивная копия от 16 октября 2012 на Wayback Machine
- Федеральный закон «Об общих принципах организации местного самоуправления в РФ» с последними изменениями Архивная копия от 26 ноября 2011 на Wayback Machine
- Библиографический указатель литературы о местном самоуправлении Архивная копия от 20 декабря 2007 на Wayback Machine

### Журналы
- Интернет-журнал «Проблемы местного самоуправления» Архивная копия от 15 апреля 2008 на Wayback Machine